# Ella Leyers
Ella Leyers, née le 31 août 1988 à Edegem (Belgique), est une actrice belge.

## Biographie
En 2007, Ella Leyers déménage aux États-Unis pour suivre des cours de théâtre à l'American Academy of Dramatic Arts de New York.
En 2012, elle retourne en Flandre et tient un rôle de premier plan comme Judith Vermeersch dans la série télévisée Binnenstebuiten (nl) et un rôle récurrent dans le rôle d'Eva Vandenbergh dans Zuidflank.
Le 1er janvier 2014, elle joue pour la première fois dans Tegen de Sterren op (nl) tout comme Miley Cyrus, Els Tibau, Marie Vinck, Virginie Claes, Simonne Backx, Hanne Decoutere et Carmen Waterslaeghers.
Depuis 2015, elle incarne l'inspecteur Annelies Donckers dans la série du dimanche soir, Professor T.

### Liens familiaux
Ella Leyers est une des quatre filles du musicien et personnalité de la télévision Jan Leyers. Ses sœurs sont l'actrice Olga, la chanteuse Billie et Dorien.
Avec sa sœur Dorien, elle est journaliste pendant plusieurs mois à Radio Donna et elle réalise plusieurs vidéos pour l'Eurosong 2006. En 2007, le duo participe au concours BV Beste vrienden sur Één.

## Filmographie partielle

### Cinéma
| Année | Titre                   | Rôle    | Commentaires |
| ----- | ----------------------- | ------- | ------------ |
| 2013  | Het vonnis (Le Verdict) |         |              |
| 2014  | Halfweg                 | Rebecca |              |
| 2016  | Pippa                   | Louba   |              |
| 2018  | Ma mère est folle       | Elke    |              |
| 2019  | Totenfieber             | Jenny   |              |
| 2019  | All Of Us               | Valerie |              |

### Télévision
| Année            | Titre                          | Rôle                         | Commentaires                 |
| ---------------- | ------------------------------ | ---------------------------- | ---------------------------- |
| 2001             | Recht op Recht                 | Debbie Peeters               | Épisode : Verloren weekend   |
| 2003-2006        | F.C. De Kampioenen             | Saartje Dubois               |                              |
| 2005             | Witse                          | Katrijn Vanuffelen           | Épisode : Burengerucht       |
| 2007             | Aspe                           | Julie                        | Épisode : Godsgeschenk       |
| 2012             | Vermist (Urgence disparitions) | Lotte Wijnants               | Épisode : Ief (partie 1 & 2) |
| 2013-aujourd'hui | Tegen de Sterren op (nl)       | Différents rôles             |                              |
| 2013             | Aspe                           | Maria Sofia Di Lucca         | Épisode : Knock-out          |
| 2013-2014        | Binnenstebuiten (nl)           | Judith Vermeersch            |                              |
| 2013-2014        | Lang Leve...                   | Différents rôles             |                              |
| 2013             | En toen kwam ons ma binnen!    | Différents rôles             |                              |
| 2013             | Zuidflank                      | Eva Vandenbergh              |                              |
| 2013             | Albert II                      | Sara                         | Épisode : Vive le roi        |
| 2013             | Connie & Clyde                 | Griet                        | Épisode : Liefde is blind    |
| 2013             | Amateurs                       | Loes                         |                              |
| 2015             | Vlaamse Streken                |                              |                              |
| 2015             | Spitsbroers                    | Shari                        |                              |
| 2015-2016        | Professor T.                   | Inspecteur Annelies Donckers |                              |
| 2018             | 13 Commandements (13 Geboden)  | Paulien Rooze                |                              |
| 2021             | The Window                     | Jane                         |                              |